# The Woman Between (film van Victor Schertzinger)
The Woman Between is een Amerikaanse dramafilm uit 1931 onder regie van Victor Schertzinger.

## Verhaal
Wanneer hij tot zijn ontzetting hoort dat zijn vader is hertrouwd na de dood van zijn moeder, keert Victor Whitcomb terug uit Europa. Terug thuis ontdekt hij dat zijn nieuwe stiefmoeder de vrouw is waar hij zelf een romance mee had aan boord van het schip naar huis.

## Rolverdeling
| Acteur            | Personage        |
| ----------------- | ---------------- |
| Lili Damita       | Julie Whitcomb   |
| Lester Vail       | Victor Whitcomb  |
| O.P. Heggie       | John Whitcomb    |
| Miriam Seegar     | Doris Whitcomb   |
| Anita Louise      | Helen Weston     |
| Ruth Weston       | Mevrouw Black    |
| Lincoln Stedman   | Buddy            |
| Blanche Friderici | Mevrouw Weston   |
| William Morris    | Frederick Weston |
| Halliwell Hobbes  | Barton           |